# 四苄基锆
四苄基锆是一种有机锆化合物，化学式为Zr(CH2C6H5)4，分子中含有抗磁性的Zr(IV)与四个苄基配体相连。它是黄色的固体，对空气和光敏感，可溶于烃类溶剂。它是烯烃聚合的催化剂前体。

## 制备与性质

单晶X射线衍射得到的四苄基锆的结构（氢原子已省略）

X射线衍射表明四苄基锆中的苄基是柔性配体，它的同质异形体其中之一有四个η2苄基配体，另一种则有两个η1与两个η2苄基配体。
该化合物可由苄基氯化镁和四氯化锆反应得到，生成的产物可以迅速和酸（如盐酸）反应：
Zr(CH2C6H5)4  +  HCl  →   Zr(CH2C6H5)3Cl  +  CH3C6H5